# TUZ-3
TUZ-3 – język programowania przeznaczony dla minikomputerów MKJ-25. Jest to język symboliczny – asembler, przygotowany dla tego modelu komputera. Język TUZ-3  i asembler (translator języka TUZ-3 na język maszynowy) powstały w ramach prac nad oprogramowaniem dla komputera MKJ-25 prowadzonych w zespole Instytutu Kompleksowych Systemów Sterowania Wydziału Automatyki i Informatyki Politechniki Śląskiej z Gliwic. Zespołem kierował prof. dr inż. Stefan Węgrzyn, a w jego składzie byli między innymi: dr inż. M. Bargielski, mgr inż. A. Bober, mgr inż. J. Czapnik, mgr Inż. Z. Czech, dr inż. K. Nałęcki, mgr inż. A. Wakulicz-Deja, mgr inż. S. Wołek.
Język TUZ-3 to język niskiego poziomu, będący językiem zorientowanym maszynowo. Opierał się na mnemotechnicznych kodach rozkazów komputera MKJ-25 zapisanych jako skróty odpowiednich słów języka polskiego określających poszczególne rozkazy. Został opracowany także język TUZ-3A, w którym stosowane były skróty mnemotechniczne odpowiednich nazw rozkazów wyrażonych w języku angielskim. Rozkaz języka maszynowego składał się z odpowiedniego kodu rozkazu (mnemotechnicznego skrótu słowa) i jeżeli w danym rozkazie był dopuszczalny, argumentu jego wywołania. Instrukcje języka TUZ-3 dzielą się na instrukcje właściwe, tj. takie, że dana instrukcja tłumaczona jest na jeden rozkaz języka maszynowego, oraz pseudoinstukcje sterujące pracą asemblera oraz generujące dane i teksty.
Kod źródłowy składał się z:
- mnemoników, tj. skrótowych nazw rozkazów
- liczb – tylko całkowitych w zapisie dziesiętnym lub szesnastkowym wyróżnionych znakiem $ umieszczonym przed cyframi, ale po znaku liczby
- nazw symbolicznych, tj. identyfikatorów dla wybranych komórek pamięci lub etykiet, przy czym rozróżniane były tylko 4 pierwsze znaki, a pierwszy znak musiał być literą; można było stosować spacje, które były ignorowane (np. ident i i d  enr to zapis tego samego identyfikatora iden), język definiował nazwy zastrzeżone odnoszone do specjalnych adresów,
- wyrażeń symbolicznych, wyznaczający adres względy odnoszony do zawartej w tym wyrażeniu nazwy symbolicznej
- łańcuchów znaków ujętych w znaki cudzysłowu: ".

Kod źródłowy organizowany był w liniach składających się z co najwyżej czterech pól:
```
   
etykieta
 mnemonik argument /komentarz
```

Komentarz rozpoczynał się od znaku ukośnika "/", a kończył znakiem nowej linii. Etykieta składała się z nazwy etykiety ujętej na początku i na końcu znakiem dwukropka, np. :etykieta:. Istniała możliwość definiowania podprogramów.
Asembler dla tego języka napisany był w języku maszynowym. Zajmował w pierwszym bloku pamięci operacyjnej obszar 2152 komórek oraz dodatkowe komórki na tabelę nazw symbolicznych, maksymalnie 485. Translacja programu w kodzie źródłowym języka TUZ-3 na język maszynowy realizowana był w dwóch przebiegach. Kod ten wczytywany był z taśmy papierowej. Kod wynikowy tworzony był w formacie absolutnym w pamięci operacyjnej począwszy od zadanego adresu lub w formacie przesuwalnym (trójrządkowym) umieszczanym w dowolnym obszarze jednego bloku pamięci.